# Jambukan
Lo Jambukan (in russo Ямбукан?) è un fiume della Russia siberiana orientale, affluente di destra della Tunguska Inferiore. Scorre nell'Ėvenkijskij rajon del Territorio di Krasnojarsk.
La sorgente del fiume si trova nella regione del monte Sotku-Inga, il fiume scorre sull'altopiano Syverma in direzione sud-orientale e meridionale. È un fiume di montagna con una corrente veloce e un corso più calmo nella parte inferiore. Sfocia nella Tunguska Inferiore a 749 km dalla foce. Ha una lunghezza di 220 km e il suo bacino è di 5 790 km².